# Friedrich-Luisen-Medaille

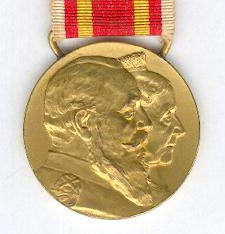
Friedrich-Luisen-Medaille, hier am unrichtigen Bande

Die Friedrich-Luisen-Medaille wurde am 9. September 1906 von Großherzog Friedrich I. von Baden gestiftet und konnte allen Personen verliehen werden, die sich auf dem Gebiet der Wohlfahrtspflege Verdienste erworben haben.
Gefertigt wurde die runde Medaille aus vergoldeter Bronze und zeigt das nach rechts gewandte Brustbild des Stifters und seiner Frau Luise Marie Elisabeth von Preußen. Auf der Rückseite sind die beiden schräg gestellten Wappenschilde von Baden (links) und Preußen (rechts), die von einer Krone überragt werden, zu sehen. Zwischen den beiden Wappen eine Rose und darunter die Jahreszahlen 1856 – 1906 sowie das Datum 20.9., der Hochzeitstag des Paares.
Getragen wurde die Auszeichnung an einem gelben Band mit roten Seiten- und weißen Randstreifen auf der linken Brust. Frauen trugen die Dekoration an einer Damenschleife.